# إزيل ليه إكيورتشين
إزيل ليه إكيورتشين (بالفرنسية: Izel-lès-Équerchin)‏ هي بلدية تقع في إقليم باد كاليه من منطقة نور با دو كاليه في شمال فرنسا. تبلغ مساحة هذه المدينة 9.91 (كم²)، وترتفع عن سطح البحر 48 م، يبلغ عدد سكانها 885 نسمة حسب إحصاء المعهد الوطني للإحصاء والدراسات الاقتصادية سنة 2009 م. وترأس Georges Houziaux البلدية خلال فترة (2008-2014).